# Amanda Simpson
Amanda Simpson (ur. 26 marca 1961 w Chicago) – amerykańska pilot, polityk i działaczka społeczna, urzędniczka administracji rządowej prezydenta Baracka Obamy.

## Życiorys
Urodziła się jako mężczyzna Mitchell Simpson, będąc najstarszym z czwórki braci w chicagowskiej rodzinie żydowskiej. W 1983 roku uzyskała tytuł licencjata (B.S.) z fizyki na Harvey Mudd College w Claremont, w 1988 magistra inżyniera na Kalifornijskim Uniwersytecie Stanowym w Northridge, zaś w 2001 r. tytuł MBA na University of Arizona. Przeszła operację zmiany płci pod koniec lat 90. Zajmowała się zawodowo, jako pilot-oblatywacz, testowaniem samolotów T-39 Sabreliner i A-3 Sky Warrior dla koncernu Hughes Aircraft. Uzyskała również licencję instruktora pilotażu oraz pracowała jako ekspert od spraw rozwoju technologii w firmie Raytheon Missile Systems z Tucson w Arizonie.

## Działalność społeczna i polityczna
Od lat 90. działa społecznie na rzecz obrony pracowników przed dyskryminacją ze względu na tożsamość płciową. Jest znaczącą działaczką ruchu LGBT i członkiem zarządu Narodowego Centrum na rzecz Równości Transseksualistów w USA (NCTE).
W 2004 startowała w wyborach do Izby Reprezentantów Stanu Arizona z ramienia Partii Demokratycznej z 26. okręgu wyborczego, zajmując trzecie miejsce. W styczniu 2010 została powołana przez prezydenta Baracka Obamę na stanowisko starszego doradcy w Departamencie Handlu USA. Jest tym samym pierwszą transseksualną kobietą na świecie, która otwarcie mówi o swojej tożsamości płciowej i piastuje tak wysokie stanowisko rządowe. W rządzie USA ma się zajmować się szeroko pojętą obroną narodową w Biurze Przemysłu i Bezpieczeństwa.
| Kandydat             | % głosów |                   | Kandydat | % głosów           |       | Kandydat            | % głosów |  | Kandydat | % głosów |
| Pete Hershburger (R) | 32,4%    | Steve Huffman (R) | 28,5%    | Amanda Simpson (D) | 20,5% | Martin Drozdoff (D) | 18,7%    |  |          |          |

R – Partia Republikańska, D – Partia Demokratyczna.